# Mario Gómez
Mario Gómez (tên thật: Mario Gómez García, sinh 10 tháng 7 năm 1985 tại Riedlingen) là một cựu cầu thủ bóng đá Đức với mẹ là người Đức và cha là người Tây Ban Nha (người cha đã theo gia đình sang Đức định cư lúc 14 tuổi), nay anh đã giải nghệ. Trước đó, Gómez đã từng thi đấu trong các đội tuyển thiếu niên của SSV Ulm 1846, FV Bad Saulgau và SV Unlingen. Anh là thành viên của đội tuyển Đức nhưng cũng mang quốc tịch Tây Ban Nha.
Thuộc trong số các thành tích của người cầu thủ Đức-Tây Ban Nha này trong mùa bóng 2003/2004 là Giải vô địch thiếu niên A cùng với câu lạc bộ VfB Stuttgart. Gómez ghi bàn thắng đầu tiên trong Giải vô địch bóng đá Đức trong mùa bóng 2005/2006 vào ngày 17 tháng 9 năm 2005 trong trận gặp 1. FSV Mainz 05. Anh đã ghi tổng cộng 8 bàn thắng trong 30 lần thi đấu giải Bundesliga. Sau mùa bóng này Gómez đã kéo dài hợp đồng với VfB Stuttgart cho đến 30 tháng 6 năm 2011.
Trong mùa bóng 2006/2007 Goméz thi đấu lần đầu tiên trong Đội tuyển bóng đá quốc gia Đức vào ngày 7 tháng 2 năm 2007 và đã ghi bàn thắng đầu tiên ngay trong trận này. Sau một thời gian tạm ngưng thi đấu vì chấn thương, Gómez đã ghi bàn thắng ngay từ lần chạm bóng đầu tiên sau khi được thay vào sân trong trận gặp VfL Bochum. Cùng với VfB Stuttgart, Gómez đoạt giải vô địch bóng đá Đức 2006/2007 và vào đến chung kết của Cúp bóng đá Đức (DFB-Pokal). Sau mùa bóng này Gómez được bình chọn là Cầu thủ xuất sắc nhất năm của Đức. Vào ngày 23 tháng 7 năm 2007 Gómez đã kéo dài hợp đồng thi đấu với VfB thêm một năm cho đến 2012.
Tuy vậy nhưng vào ngày 26 tháng 5 năm 2009, anh lại quyết định gia nhập FC Bayern Munich theo một bản hợp đồng kỉ lục của Bundesliga với giá trị 30 triệu Euro

## Thống kê

### Câu lạc bộ
| Câu lạc bộ          | Mùa giải            | Giải đấu            | Giải đấu | Giải đấu | Cúp quốc gia1 | Cúp quốc gia1 | Châu lục2 | Châu lục2 | Khác3 | Khác3 | Tổng cộng | Tổng cộng |
| Câu lạc bộ          | Mùa giải            | Giải đấu            | Trận     | Bàn      | Trận          | Bàn           | Trận      | Bàn       | Trận  | Bàn   | Trận      | Bàn       |
| ------------------- | ------------------- | ------------------- | -------- | -------- | ------------- | ------------- | --------- | --------- | ----- | ----- | --------- | --------- |
| Stuttgart II        | 2003–04             | Regionalliga Süd    | 19       | 6        | —             | —             | —         | —         | —     | —     | 19        | 6         |
| Stuttgart II        | 2004–05             | Regionalliga Süd    | 24       | 15       | —             | —             | —         | —         | —     | —     | 24        | 15        |
| Stuttgart II        | Tổng cộng           | Tổng cộng           | 43       | 21       | —             | —             | —         | —         | —     | —     | 43        | 21        |
| Stuttgart           | 2003–04             | Bundesliga          | 1        | 0        | 0             | 0             | 1         | 0         | —     | —     | 2         | 0         |
| Stuttgart           | 2004–05             | Bundesliga          | 8        | 0        | 1             | 0             | 1         | 0         | —     | —     | 10        | 0         |
| Stuttgart           | 2005–06             | Bundesliga          | 30       | 6        | 0             | 0             | 5         | 2         | 3     | 0     | 38        | 8         |
| Stuttgart           | 2006–07             | Bundesliga          | 25       | 14       | 5             | 2             | —         | —         | —     | —     | 30        | 16        |
| Stuttgart           | 2007–08             | Bundesliga          | 25       | 19       | 3             | 6             | 4         | 3         | 0     | 0     | 32        | 28        |
| Stuttgart           | 2008–09             | Bundesliga          | 32       | 24       | 2             | 3             | 10        | 8         | 0     | 0     | 44        | 35        |
| Stuttgart           | Tổng cộng           | Tổng cộng           | 121      | 63       | 11            | 11            | 21        | 13        | 3     | 0     | 156       | 87        |
| Bayern Munich       | 2009–10             | Bundesliga          | 29       | 10       | 4             | 3             | 12        | 1         | —     | —     | 45        | 14        |
| Bayern Munich       | 2010–11             | Bundesliga          | 32       | 28       | 5             | 3             | 8         | 8         | 0     | 0     | 45        | 39        |
| Bayern Munich       | 2011–12             | Bundesliga          | 33       | 26       | 5             | 2             | 14        | 13        | —     | —     | 52        | 41        |
| Bayern Munich       | 2012–13             | Bundesliga          | 21       | 11       | 4             | 6             | 7         | 2         | 0     | 0     | 32        | 19        |
| Bayern Munich       | Tổng cộng           | Tổng cộng           | 115      | 75       | 18            | 14            | 41        | 24        | 0     | 0     | 174       | 113       |
| Fiorentina          | 2013–14             | Serie A             | 9        | 3        | 0             | 0             | 6         | 1         | —     | —     | 15        | 4         |
| Fiorentina          | 2014–15             | Serie A             | 20       | 4        | 4             | 4             | 8         | 2         | —     | —     | 32        | 10        |
| Fiorentina          | Tổng cộng           | Tổng cộng           | 29       | 7        | 4             | 4             | 14        | 3         | —     | —     | 47        | 14        |
| Beşiktaş (mượn)     | 2015–16             | Süper Lig           | 33       | 26       | 3             | 0             | 5         | 2         | —     | —     | 41        | 28        |
| VfL Wolfsburg       | 2016–17             | Bundesliga          | 33       | 16       | 2             | 1             | —         | —         | 2     | 1     | 37        | 18        |
| VfL Wolfsburg       | 2017–18             | Bundesliga          | 12       | 1        | 3             | 0             | —         | —         | 0     | 0     | 15        | 1         |
| VfL Wolfsburg       | Tổng cộng           | Tổng cộng           | 45       | 17       | 5             | 1             | —         | —         | 2     | 1     | 52        | 19        |
| VfB Stuttgart       | 2017–18             | Bundesliga          | 16       | 8        | —             | —             | —         | —         | —     | —     | 16        | 8         |
| VfB Stuttgart       | 2018–19             | Bundesliga          | 31       | 7        | 1             | 0             | —         | —         | 2     | 1     | 34        | 8         |
| VfB Stuttgart       | 2019–20             | 2. Bundesliga       | 23       | 7        | 1             | 0             | —         | —         | —     | —     | 24        | 7         |
| VfB Stuttgart       | Tổng cộng           | Tổng cộng           | 70       | 22       | 2             | 0             | —         | —         | 2     | 1     | 74        | 23        |
| Tổng cộng sự nghiệp | Tổng cộng sự nghiệp | Tổng cộng sự nghiệp | 456      | 231      | 43            | 30            | 81        | 43        | 6     | 2     | 587       | 305       |

- 1.^ Bao gồm DFB-Pokal, Coppa Italia, và Turkish Cup.
- 2.^ Bao gồm UEFA Champions League và UEFA Europa League.
- 3.^ Bao gồm DFB-Ligapokal và DFL-Supercup.

### Bàn thắng quốc tế
Scores and results table. Germany's goal tally first:
| #   | Ngày                 | Địa điểm                                         | Đối thủ     | Bàn thắng | Kết quả | Giải đấu                 |
| --- | -------------------- | ------------------------------------------------ | ----------- | --------- | ------- | ------------------------ |
| 1.  | 7 tháng 2 năm 2007   | LTU Arena, Düsseldorf, Đức                       | Thụy Sĩ     | 2–0       | 3–1     | Giao hữu                 |
| 2.  | 2 tháng 6 năm 2007   | Frankenstadion, Nuremberg, Đức                   | San Marino  | 4–0       | 6–0     | Vòng loại Euro 2008      |
| 3.  | 2 tháng 6 năm 2007   | Frankenstadion, Nuremberg, Đức                   | San Marino  | 5–0       | 6–0     | Vòng loại Euro 2008      |
| 4.  | 6 tháng 2 năm 2008   | Sân vận động Ernst Happel, Viên, Áo              | Áo          | 3–0       | 3–0     | Giao hữu                 |
| 5.  | 26 tháng 3 năm 2008  | St. Jakob-Park, Basel, Thụy Sĩ                   | Thụy Sĩ     | 2–0       | 4–0     | Giao hữu                 |
| 6.  | 26 tháng 3 năm 2008  | St. Jakob-Park, Basel, Thụy Sĩ                   | Thụy Sĩ     | 3–0       | 4–0     | Giao hữu                 |
| 7.  | 2 tháng 6 năm 2009   | Sân vận động Sheikh Zayed, Abu Dhabi, UAE        | UAE         | 2–0       | 7–2     | Giao hữu                 |
| 8.  | 2 tháng 6 năm 2009   | Sân vận động Sheikh Zayed, Abu Dhabi, UAE        | UAE         | 4–0       | 7–2     | Giao hữu                 |
| 9.  | 2 tháng 6 năm 2009   | Sân vận động Sheikh Zayed, Abu Dhabi, UAE        | UAE         | 5–0       | 7–2     | Giao hữu                 |
| 10. | 2 tháng 6 năm 2009   | Sân vận động Sheikh Zayed, Abu Dhabi, UAE        | UAE         | 7–2       | 7–2     | Giao hữu                 |
| 11. | 5 tháng 9 năm 2009   | BayArena, Leverkusen, Đức                        | Nam Phi     | 1–0       | 2–0     | Giao hữu                 |
| 12. | 29 tháng 5 năm 2010  | Sân vận động Puskás Ferenc, Budapest, Hungary    | Hungary     | 2–0       | 3–0     | Giao hữu                 |
| 13. | 11 tháng 8 năm 2010  | Sân vận động Parken, Copenhagen, Đan Mạch        | Đan Mạch    | 1–0       | 2–2     | Giao hữu                 |
| 14. | 12 tháng 10 năm 2010 | Astana Arena, Astana, Kazakhstan                 | Kazakhstan  | 2–0       | 3–0     | Vòng loại Euro 2012      |
| 15. | 29 tháng 3 năm 2011  | Borussia-Park, Mönchengladbach, Đức              | Úc          | 1–0       | 1–2     | Giao hữu                 |
| 16. | 29 tháng 5 năm 2011  | Rhein-Neckar-Arena, Sinsheim, Đức                | Uruguay     | 1–0       | 2–1     | Giao hữu                 |
| 17. | 3 tháng 6 năm 2011   | Sân vận động Ernst Happel, Vienna, Áo            | Áo          | 1–0       | 2–1     | Vòng loại Euro 2012      |
| 18. | 3 tháng 6 năm 2011   | Sân vận động Ernst Happel, Vienna, Áo            | Áo          | 2–1       | 2–1     | Vòng loại Euro 2012      |
| 19. | 7 tháng 6 năm 2011   | Sân vận động Tofiq Bahramov, Baku, Azerbaijan    | Azerbaijan  | 2–0       | 3–1     | Vòng loại Euro 2012      |
| 20. | 7 tháng 10 năm 2011  | Turk Telekom Arena, Istanbul, Thổ Nhĩ Kỳ         | Thổ Nhĩ Kỳ  | 1–0       | 3–1     | Vòng loại Euro 2012      |
| 21. | 11 tháng 10 năm 2011 | Esprit Arena, Düsseldorf, Đức                    | Bỉ          | 3–0       | 3–1     | Vòng loại Euro 2012      |
| 22. | 31 tháng 5 năm 2012  | Sân vận động Trung tâm, Leipzig, Đức             | Israel      | 1–0       | 2–0     | Giao hữu                 |
| 23. | 9 tháng 6 năm 2012   | Arena Lviv, Lviv, Ukraina                        | Bồ Đào Nha  | 1–0       | 1–0     | Euro 2012                |
| 24. | 13 tháng 6 năm 2012  | Sân vận động Metalist, Kharkiv, Ukraina          | Hà Lan      | 1–0       | 2–1     | Euro 2012                |
| 25. | 13 tháng 6 năm 2012  | Sân vận động Metalist, Kharkiv, Ukraina          | Hà Lan      | 2–0       | 2–1     | Euro 2012                |
| 26. | 26 tháng 3 năm 2016  | Sân vận động Olympic, Berlin, Đức                | Anh         | 2–0       | 2–3     | Giao hữu                 |
| 27. | 29 tháng 5 năm 2016  | WWK ARENA, Augsburg, Đức                         | Slovakia    | 1–0       | 1–2     | Giao hữu                 |
| 28. | 21 tháng 6 năm 2016  | Sân vận động Công viên các Hoàng tử, Paris, Pháp | Bắc Ireland | 1–0       | 1–0     | Euro 2016                |
| 29. | 26 tháng 6 năm 2016  | Sân vận động Pierre-Mauroy, Lille, Pháp          | Slovakia    | 2–0       | 3–0     | Euro 2016                |
| 30. | 27 tháng 3 năm 2017  | Sân vận động Tofiq Bahramov, Baku, Azerbaijan    | Azerbaijan  | 3–0       | 4–1     | Vòng loại World Cup 2018 |
| 31. | 4 tháng 9 năm 2017   | Mercedes-Benz Arena, Stuttgart, Đức              | Na Uy       | 6–0       | 6–0     | Vòng loại World Cup 2018 |

Danh hiệu
- CLB VfB Stuttgart:
Bundesliga: 2006–07
- CLB Bayern Munich:
Bundesliga: 2009–10, 2012–13
DFB-Pokal: 2009–10, 2012–13
DFL-Supercup: 2010, 2012
UEFA Champions League: 2012–13
- CLB Beşiktaş
Süper Lig: 2015–16
- Đội tuyển quốc gia Đức
FIFA World Cup Third Place: 2010
UEFA European Championship runner-up: 2008
Giải thưởng cá nhân
Cầu thủ xuất sắc nhất Đức: 2007
Vua phá lưới Cup quốc gia Đức: 2007–08 (6 bàn),2012–13 (4 bàn)
Vua phá lưới Bundesliga (28 bàn): 2010–11
Đồng vua phá lưới UEFA Euro (3 bàn): 2012
Đồng vua phá lưới Coppa Italia (4 bàn): 2014–15
Vua phá lướiSüper Lig (26 goals): 2015–16